# Campeonato de Fórmula Regional Europeia de 2019
O Campeonato de Fórmula Regional Europeia de 2019 foi a temporada inaugural da competição de monopostos com vários eventos realizado em toda a Europa. A FREC reuniu pilotos profissionais e amadores, competindo em carros de Fórmula 3 em conformidade com os regulamentos da FIA. 
A temporada começou em 14 de abril no Circuito Paul Ricard e terminou em 20 de outubro no Autódromo Nacional de Monza, após oito rodadas. O dinamarquês Frederik Vesti foi o campeão de pilotos, e a equipe deste, a italiana Prema Powerteam, foi campeã de construtores.

## Equipes e pilotos
Todas as equipes e pilotos competiram com o Tatuus - Alfa Romeo F.3 T-318.
| Equipe                        | Nº. | Pilotos            | Status | Rodadas  |
| ----------------------------- | --- | ------------------ | ------ | -------- |
| Prema Powerteam               | 2   | Frederik Vesti     | E      | Todas    |
| Prema Powerteam               | 64  | Olli Caldwell      | E      | Todas    |
| Prema Powerteam               | 74  | Enzo Fittipaldi    | E      | Todas    |
| KIC Motorsport                | 6   | Niko Kari          |        | 8        |
| KIC Motorsport                | 10  | Konsta Lappalainen | E      | Todas    |
| KIC Motorsport                | 11  | Jake Hughes        |        | 7        |
| KIC Motorsport                | 46  | Isac Blomqvist     | E      | 1–5      |
| Scorace Team-Viola Formula    | 7   | Sharon Scolari     |        | Todas    |
| Scuderia DF Corse by Corbetta | 15  | Matteo Nannini     | E      | 4–7      |
| Scuderia DF Corse by Corbetta | 115 | Matteo Nannini     | C      | 2        |
| DR Formula RP Motorsport      | 17  | Igor Fraga         |        | Todas    |
| DR Formula RP Motorsport      | 41  | Raúl Guzmán        | E      | Todas    |
| Mas du Clos Racing Team       | 25  | Alexandre Bardinon | E      | 2        |
| Van Amersfoort Racing         | 25  | Alexandre Bardinon |        | 3–8      |
| Van Amersfoort Racing         | 65  | Dan Ticktum        |        | 6–7      |
| Van Amersfoort Racing         | 66  | Andreas Estner     |        | 8        |
| Van Amersfoort Racing         | 96  | Joey Mawson        |        | 2        |
| Van Amersfoort Racing         | 99  | Sophia Flörsch     |        | Todas    |
| US Racing                     | 27  | David Schumacher   | E      | Todas    |
| US Racing                     | 28  | Marcos Siebert     |        | 2–5      |
| US Racing                     | 44  | Lirim Zendeli      |        | 7        |
| Technorace                    | 95  | Tom Beckhäuser     | E      | 3–5, 7–8 |

| Ícone | Status    |
| ----- | --------- |
| E     | Estreante |
| C     | Convidado |

## Calendário
O calendário provisório foi anunciado em 31 de outubro de 2018, foi alterado em 9 de novembro do mesmo ano, com Hockenheimring sendo substituído pelo Circuito Paul Ricard, e novamente em 1 de dezembro, com a rodada no Autódromo Enzo e Dino Ferrari transferida de sua data original para 9 de junho de 2019. As datas das rodadas em Monza e Mugello foram trocadas. A corrida cancelada do Circuito de Vallelunga foi remarcada e disputada no Autódromo Enzo e Dino Ferrari na 5ª rodada como uma quarta corrida.
| Rodada | Rodada | Circuito                        | Data           | Apoio                   |
| ------ | ------ | ------------------------------- | -------------- | ----------------------- |
| 1      | R1     | Circuito Paul Ricard            | 13 de abril    | European Le Mans Series |
| 1      | R2     | Circuito Paul Ricard            | 13 de abril    | European Le Mans Series |
| 1      | R3     | Circuito Paul Ricard            | 14 de abril    | European Le Mans Series |
| 2      | R1     | Circuito de Vallelunga          | 4 de maio      | Evento único            |
| 2      | R2     | Circuito de Vallelunga          | 5 de maio      | Evento único            |
| 2      | R3     | Circuito de Vallelunga          | 5 de maio      | Evento único            |
| 3      | R1     | Hungaroring                     | 6 de julho     | Eurofórmula Open        |
| 3      | R2     | Hungaroring                     | 7 de julho     | Eurofórmula Open        |
| 3      | R3     | Hungaroring                     | 7 de julho     | Eurofórmula Open        |
| 4      | R1     | Red Bull Ring                   | 13 de julho    | International GT Open   |
| 4      | R2     | Red Bull Ring                   | 14 de julho    | International GT Open   |
| 4      | R3     | Red Bull Ring                   | 14 de julho    | International GT Open   |
| 5      | R1     | Autódromo Enzo e Dino Ferrari   | 31 de agosto   | Evento único            |
| 5      | R2     | Autódromo Enzo e Dino Ferrari   | 31 de agosto   | Evento único            |
| 5      | R3     | Autódromo Enzo e Dino Ferrari   | 1 de setembro  | Evento único            |
| 5      | R4     | Autódromo Enzo e Dino Ferrari   | 1 de setembro  | Evento único            |
| 6      | R1     | Circuito de Barcelona-Catalunha | 21 de setembro | International GT Open   |
| 6      | R2     | Circuito de Barcelona-Catalunha | 21 de setembro | International GT Open   |
| 6      | R3     | Circuito de Barcelona-Catalunha | 22 de setembro | International GT Open   |
| 7      | R1     | Circuito de Mugello             | 5 de outubro   | Evento único            |
| 7      | R2     | Circuito de Mugello             | 5 de outubro   | Evento único            |
| 7      | R3     | Circuito de Mugello             | 6 de outubro   | Evento único            |
| 8      | R1     | Autódromo Nacional de Monza     | 19 de outubro  | Evento único            |
| 8      | R2     | Autódromo Nacional de Monza     | 20 de outubro  | Evento único            |
| 8      | R3     | Autódromo Nacional de Monza     | 20 de outubro  | Evento único            |

## Resultados
| Rodada | Rodada | Circuito                        | Pole Position    | Volta mais rápida                       | Piloto vencedor                         | Equipe vencedora                        | Estreante vencedor                      |
| ------ | ------ | ------------------------------- | ---------------- | --------------------------------------- | --------------------------------------- | --------------------------------------- | --------------------------------------- |
| 1      | R1     | Circuito Paul Ricard            | Enzo Fittipaldi  | Enzo Fittipaldi                         | Frederik Vesti                          | Prema Powerteam                         | Frederik Vesti                          |
| 1      | R2     | Circuito Paul Ricard            | Olli Caldwell    | Enzo Fittipaldi                         | Enzo Fittipaldi                         | Prema Powerteam                         | Enzo Fittipaldi                         |
| 1      | R3     | Circuito Paul Ricard            | Frederik Vesti   | Frederik Vesti                          | Frederik Vesti                          | Prema Powerteam                         | Frederik Vesti                          |
| 2      | R1     | Circuito de Vallelunga          | David Schumacher | Enzo Fittipaldi                         | David Schumacher                        | US Racing                               | David Schumacher                        |
| 2      | R2     | Circuito de Vallelunga          | Isac Blomqvist   | Igor Fraga                              | Frederik Vesti                          | Prema Powerteam                         | Frederik Vesti                          |
| 2      | R3     | Circuito de Vallelunga          | Isac Blomqvist   | Corrida adiada por condições climáticas | Corrida adiada por condições climáticas | Corrida adiada por condições climáticas | Corrida adiada por condições climáticas |
| 3      | R1     | Hungaroring                     | Frederik Vesti   | Frederik Vesti                          | Frederik Vesti                          | Prema Powerteam                         | Frederik Vesti                          |
| 3      | R2     | Hungaroring                     | Frederik Vesti   | Enzo Fittipaldi                         | Frederik Vesti                          | Prema Powerteam                         | Frederik Vesti                          |
| 3      | R3     | Hungaroring                     | Frederik Vesti   | Marcos Siebert                          | Frederik Vesti                          | Prema Powerteam                         | Frederik Vesti                          |
| 4      | R1     | Red Bull Ring                   | Frederik Vesti   | Frederik Vesti                          | Frederik Vesti                          | Prema Powerteam                         | Frederik Vesti                          |
| 4      | R2     | Red Bull Ring                   | Frederik Vesti   | Frederik Vesti                          | Frederik Vesti                          | Prema Powerteam                         | Frederik Vesti                          |
| 4      | R3     | Red Bull Ring                   | Frederik Vesti   | Sophia Flörsch                          | Igor Fraga                              | DR Formula                              | Enzo Fittipaldi                         |
| 5      | R1     | Autódromo Enzo e Dino Ferrari   | Igor Fraga       | Frederik Vesti                          | Igor Fraga                              | DR Formula                              | Olli Caldwell                           |
| 5      | R2     | Autódromo Enzo e Dino Ferrari   | Frederik Vesti   | Frederik Vesti                          | Frederik Vesti                          | Prema Powerteam                         | Frederik Vesti                          |
| 5      | R3     | Autódromo Enzo e Dino Ferrari   | Frederik Vesti   | Frederik Vesti                          | Enzo Fittipaldi                         | Prema Powerteam                         | Enzo Fittipaldi                         |
| 5      | R4     | Autódromo Enzo e Dino Ferrari   | Isac Blomqvist   | Frederik Vesti                          | Olli Caldwell                           | Prema Powerteam                         | Olli Caldwell                           |
| 6      | R1     | Circuito de Barcelona-Catalunha | Enzo Fittipaldi  | David Schumacher                        | Frederik Vesti                          | Prema Powerteam                         | Frederik Vesti                          |
| 6      | R2     | Circuito de Barcelona-Catalunha | David Schumacher | David Schumacher                        | David Schumacher                        | US Racing                               | David Schumacher                        |
| 6      | R3     | Circuito de Barcelona-Catalunha | David Schumacher | Matteo Nannini                          | David Schumacher                        | US Racing                               | David Schumacher                        |
| 7      | R1     | Circuito de Mugello             | Frederik Vesti   | Frederik Vesti                          | Frederik Vesti                          | Prema Powerteam                         | Frederik Vesti                          |
| 7      | R2     | Circuito de Mugello             | David Schumacher | Jake Hughes                             | Frederik Vesti                          | Prema Powerteam                         | Frederik Vesti                          |
| 7      | R3     | Circuito de Mugello             | David Schumacher | David Schumacher                        | David Schumacher                        | US Racing                               | David Schumacher                        |
| 8      | R1     | Autódromo Nacional de Monza     | Igor Fraga       | Igor Fraga                              | Igor Fraga                              | DR Formula                              | Frederik Vesti                          |
| 8      | R2     | Autódromo Nacional de Monza     | Igor Fraga       | Igor Fraga                              | Igor Fraga                              | DR Formula                              | Raúl Guzmán                             |
| 8      | R3     | Autódromo Nacional de Monza     | Igor Fraga       | Enzo Fittipaldi                         | Frederik Vesti                          | Prema Powerteam                         | Frederik Vesti                          |

## Classificação do campeonato
São distribuídos pontos aos 10 primeiros colocados de cada corrida. Não há pontos para a pole position ou volta mais rápida.
| Posição | 1º | 2º | 3º | 4º | 5º | 6º | 7º | 8º | 9º | 10º |
| Pontos  | 25 | 18 | 15 | 12 | 10 | 8  | 6  | 4  | 2  | 1   |

### Campeonato de pilotos
| Pos. | Piloto             | LEC | LEC | LEC | VLL | VLL | VLL | HUN | HUN | HUN | RBR | RBR | RBR | IMO | IMO | IMO | IMO | CAT | CAT | CAT | MUG | MUG | MUG | MNZ | MNZ | MNZ | Pts. |
| Pos. | Piloto             | R1  | R2  | R3  | R1  | R2  | R3  | R1  | R2  | R3  | R1  | R2  | R3  | R1  | R2  | R3  | R4  | R1  | R2  | R3  | R1  | R2  | R3  | R1  | R2  | R3  | Pts. |
| ---- | ------------------ | --- | --- | --- | --- | --- | --- | --- | --- | --- | --- | --- | --- | --- | --- | --- | --- | --- | --- | --- | --- | --- | --- | --- | --- | --- | ---- |
| 1    | Frederik Vesti     | 1   | 2   | 1   | 5   | 1   | C   | 1   | 1   | 1   | 1   | 1   | 3   | 3   | 1   | 3   | 6   | 1   | 3   | 10  | 1   | 1   | 4   | 2   | 3   | 1   | 467  |
| 2    | Enzo Fittipaldi    | 2   | 1   | 2   | 2   | 2   | C   | 2   | 2   | 3   | 4   | 5   | 2   | 4   | 7   | 1   | Ret | 5   | 2   | 3   | 4   | 4   | 6   | 13† | 4   | 2   | 336  |
| 3    | Igor Fraga         | 3   | 3   | 7   | 7   | 8   | C   | 5   | DNS | 4   | 2   | 9   | 1   | 1   | 3   | 2   | 3   | 10  | 4   | 7   | 5   | 5   | 5   | 1   | 1   | 3   | 300  |
| 4    | David Schumacher   | 8   | 6   | 3   | 1   | 7   | C   | 6   | 5   | 7   | 3   | 2   | 6   | 8   | 5   | 6   | 4   | 3   | 1   | 1   | 2   | 14  | 1   | 7   | 7   | 6   | 285  |
| 5    | Olli Caldwell      | 4   | DSQ | 4   | 8   | 3   | C   | 3   | 3   | 2   | 7   | Ret | 7   | 2   | 2   | Ret | 1   | 7   | 6   | 4   | 9   | 11  | 10  | 5   | 8   | 7   | 213  |
| 6    | Raúl Guzmán        | 5   | 4   | 8   | 6   | 9   | C   | 8   | 7   | 5   | 5   | Ret | 4   | 5   | 4   | 7   | 12  | 4   | 7   | 6   | 10  | 12  | 8   | 3   | 2   | 5   | 180  |
| 7    | Sophia Flörsch     | 9   | 8   | 5   | 9   | 5   | C   | 7   | 4   | 6   | 6   | 6   | 5   | 7   | 8   | 4   | 7   | 9   | 8   | 5   | 6   | 8   | 9   | 6   | 10  | 9   | 149  |
| 8    | Marcos Siebert     |     |     |     | 3   | 13† | C   | 4   | 6   | 10  | 11  | 4   | 10  | Ret | 10  | 5   | 5   |     |     |     |     |     |     |     |     |     | 70   |
| 9    | Dan Ticktum        |     |     |     |     |     |     |     |     |     |     |     |     |     |     |     |     | 2   | 5   | 2   | 8   | 6   | 7   |     |     |     | 64   |
| 10   | Isac Blomqvist     | 6   | 5   | Ret | 11  | 6   | C   | 9   | 8   | 8   | 10  | 11  | 8   | 9   | 11  | 12  | 2   |     |     |     |     |     |     |     |     |     | 62   |
| 11   | Konsta Lappalainen | 7   | 7   | Ret | 12  | 11  | C   | 10  | 9   | Ret | 12  | 3   | 9   | 11  | 9   | 8   | 8   | Ret | 9   | 8   | 12  | 9   | 13  | 9   | 9   | 10  | 56   |
| 12   | Jake Hughes        |     |     |     |     |     |     |     |     |     |     |     |     |     |     |     |     |     |     |     | 3   | 3   | 3   |     |     |     | 45   |
| 13   | Matteo Nannini     |     |     |     | 10  | 10  | C   |     |     |     | 8   | 8   | 11  | 6   | 6   | 9   | 9   | 6   | 10  | 9   | 11  | 7   | 11  |     |     |     | 43   |
| 14   | Lirim Zendeli      |     |     |     |     |     |     |     |     |     |     |     |     |     |     |     |     |     |     |     | 7   | 2   | 2   |     |     |     | 42   |
| 15   | Niko Kari          |     |     |     |     |     |     |     |     |     |     |     |     |     |     |     |     |     |     |     |     |     |     | 8   | 5   | 4   | 26   |
| 16   | Joey Mawson        |     |     |     | 4   | 4   | C   |     |     |     |     |     |     |     |     |     |     |     |     |     |     |     |     |     |     |     | 24   |
| 17   | Andreas Estner     |     |     |     |     |     |     |     |     |     |     |     |     |     |     |     |     |     |     |     |     |     |     | 4   | 6   | 8   | 24   |
| 18   | Sharon Scolari     | 10  | 9   | 6   | 14  | Ret | C   | 13  | 11  | 11  | 13  | 10  | 12  | 13  | 14  | 11  | 11  | 8   | 12  | Ret | Ret | DNS | Ret | 12  | 13  | DNS | 17   |
| 19   | Tom Beckhäuser     |     |     |     |     |     |     | 12  | 10  | DNS | 9   | 7   | Ret | 10  | 12  | 10  |     |     |     |     | 13  | 10  | 14  | 11  | 12  | 12  | 12   |
| 20   | Alexandre Bardinon |     |     |     | 13  | 12  | C   | 11  | Ret | 9   | Ret | Ret | DNS | 12  | 13  | Ret | 10  | 11  | 11  | 11  | 14  | 13  | 12  | 10  | 11  | 11  | 5    |
| Pos. | Piloto             | R1  | R2  | R3  | R1  | R2  | R3  | R1  | R2  | R3  | R1  | R2  | R3  | R1  | R2  | R3  | R4  | R1  | R2  | R3  | R1  | R2  | R3  | R1  | R2  | R3  | Pts. |
| Pos. | Piloto             | LEC | LEC | LEC | VLL | VLL | VLL | HUN | HUN | HUN | RBR | RBR | RBR | IMO | IMO | IMO | IMO | CAT | CAT | CAT | MUG | MUG | MUG | MNZ | MNZ | MNZ | Pts. |

| Cor      | Resultado                      |
| -------- | ------------------------------ |
| Ouro     | Vencedor                       |
| Prata    | 2º lugar                       |
| Bronze   | 3º lugar                       |
| Verde    | Terminou, nos pontos           |
| Azul     | Terminou, sem pontos           |
| Azul     | Terminou, sem classificar (NC) |
| Púrpura  | Retirou-se (Ret)               |
| Vermelho | Não qualificado (NQ)           |
| Vermelho | Não pré-qualificado (NPQ)      |
| Preto    | Desqualificado (DSQ)           |
| Branco   | Não largou (NL)                |
| Branco   | Desistência (WD)               |
| Branco   | Corrida cancelada (C)          |
| Sem cor  | Não participou (NP)            |
| Sem cor  | Excluído (EX)                  |

### Campeonato de estreantes
| Pos. | Piloto             | LEC | LEC | LEC | VLL | VLL | VLL | HUN | HUN | HUN | RBR | RBR | RBR | IMO | IMO | IMO | IMO | CAT | CAT | CAT | MUG | MUG | MUG | MNZ | MNZ | MNZ | Pts. |
| Pos. | Piloto             | R1  | R2  | R3  | R1  | R2  | R3  | R1  | R2  | R3  | R1  | R2  | R3  | R1  | R2  | R3  | R4  | R1  | R2  | R3  | R1  | R2  | R3  | R1  | R2  | R3  | Pts. |
| ---- | ------------------ | --- | --- | --- | --- | --- | --- | --- | --- | --- | --- | --- | --- | --- | --- | --- | --- | --- | --- | --- | --- | --- | --- | --- | --- | --- | ---- |
| 1    | Frederik Vesti     | 1   | 2   | 1   | 5   | 1   | C   | 1   | 1   | 1   | 1   | 1   | 3   | 3   | 1   | 3   | 6   | 1   | 3   | 10  | 1   | 1   | 4   | 2   | 3   | 1   | 506  |
| 2    | Enzo Fittipaldi    | 2   | 1   | 2   | 2   | 2   | C   | 2   | 2   | 3   | 4   | 5   | 2   | 4   | 7   | 1   | Ret | 5   | 2   | 3   | 4   | 4   | 6   | 13† | 4   | 2   | 381  |
| 3    | David Schumacher   | 8   | 6   | 3   | 1   | 7   | C   | 6   | 5   | 7   | 3   | 2   | 6   | 8   | 5   | 6   | 4   | 3   | 1   | 1   | 2   | 14  | 1   | 7   | 7   | 6   | 347  |
| 4    | Olli Caldwell      | 4   | DSQ | 4   | 8   | 3   | C   | 3   | 3   | 2   | 7   | Ret | 7   | 2   | 2   | Ret | 1   | 7   | 6   | 4   | 9   | 11  | 10  | 5   | 8   | 7   | 288  |
| 5    | Raúl Guzmán        | 5   | 4   | 8   | 6   | 9   | C   | 8   | 7   | 5   | 5   | Ret | 4   | 5   | 4   | 7   | 12  | 4   | 7   | 6   | 10  | 12  | 8   | 3   | 2   | 5   | 284  |
| 6    | Konsta Lappalainen | 7   | 7   | Ret | 12  | 11  | C   | 10  | 9   | Ret | 12  | 3   | 9   | 11  | 9   | 8   | 8   | Ret | 9   | 8   | 12  | 9   | 13  | 9   | 9   | 10  | 157  |
| 7    | Isac Blomqvist     | 6   | 5   | Ret | 11  | 6   | C   | 9   | 8   | 8   | 10  | 11  | 8   | 9   | 11  | 12  | 2   |     |     |     |     |     |     |     |     |     | 116  |
| 8    | Matteo Nannini     |     |     |     | 10  | 10  | C   |     |     |     | 8   | 8   | 11  | 6   | 6   | 9   | 9   | 6   | 10  | 9   | 11  | 7   | 11  |     |     |     | 103  |
| 9    | Alexandre Bardinon |     |     |     | 13  | 12  | C   | 11  | Ret | 9   | Ret | Ret | DNS | 12  | 13  | Ret | 10  | 11  | 11  | 11  | 14  | 13  | 12  | 10  | 11  | 11  | 74   |
| 10   | Tom Beckhäuser     |     |     |     |     |     |     | 12  | 10  | DNS | 9   | 7   | Ret | 10  | 12  | 10  |     |     |     |     | 13  | 10  | 14  | 11  | 12  | 12  | 64   |
| Pos. | Piloto             | R1  | R2  | R3  | R1  | R2  | R3  | R1  | R2  | R3  | R1  | R2  | R3  | R1  | R2  | R3  | R4  | R1  | R2  | R3  | R1  | R2  | R3  | R1  | R2  | R3  | Pts. |
| Pos. | Piloto             | LEC | LEC | LEC | VLL | VLL | VLL | HUN | HUN | HUN | RBR | RBR | RBR | IMO | IMO | IMO | IMO | CAT | CAT | CAT | MUG | MUG | MUG | MNZ | MNZ | MNZ | Pts. |

### Campeonato de construtores
| Pos. | Equipe                         | Pontos |
| ---- | ------------------------------ | ------ |
| 1    | Prema Powerteam                | 870    |
| 2    | DR Formula                     | 480    |
| 3    | US Racing                      | 397    |
| 4    | Van Amersfoort Racing          | 264    |
| 5    | KIC Motorsport                 | 189    |
| 6    | Scuderia DF Corse por Corbetta | 43     |
| 7    | Scorace Team-Viola Formula     | 17     |
| 8    | Tecnorace                      | 12     |
| 9    | Mas du Clos Racing Team        | 0      |

## Links externos
- Sítio oficial